# Samba pra Vinícius
Samba pra Vinícius è una canzone composta da Chico Buarque e Toquinho per il loro "maestro" Vinícius de Moraes, incisa per la prima volta dallo stesso Vinicius e Toquinho nel 1974 e pubblicata nell'LP Toquinho & Vinícius.
Nel 1976 fu realizzata una versione in italiano dai due artisti con Ornella Vanoni che venne pubblicata nell'LP La voglia la pazzia l'incoscienza l'allegria.

## Significato
Il brano, interpretato da Toquinho, è un omaggio all'iconico poeta brasiliano Vinícius de Moraes, noto per la sua profonda influenza sulla musica e sulla letteratura popolare brasiliana. 
Oltre a celebrare la figura di Vinícius, il testo riflette anche sulla filosofia di vita da lui trasmessa attraverso i suoi scritti e la sua musica. Un tema ricorrente nelle opere di Vinícius è l'esortazione a vivere intensamente e autenticamente; uno dei versi più noti è A vida é pra valer, a vida é pra levar (La vita è vera, la vita è fatta per essere vissuta). Toquinho, con questa canzone, ribadisce questo messaggio, incoraggiando tutti ad abbracciare la vita con la stessa passione dimostrata da Vinícius.